# Parafia św. Stanisława Biskupa i Męczennika w Miłonicach
Parafia św. Stanisława Biskupa i Męczennika w Miłonicach – rzymskokatolicka parafia należąca do dekanatu Krośniewice w diecezji łowickiej.
Erygowana 28 grudnia 1457 przez arcybiskupa gnieźnieńskiego Jana ze Sprowy.
Miejscowości należące do parafii: Bielice, Cudniki, Franki, Głogowa, Jankowice, Kopyta, Krzewie, Marynin, Miłonice, Miłosna, Nowe Jankowice, Raszynek, Rozpacz, Stara Wieś, Suchodoły, Wychny, Wymysłów i Zalesie.